# Chaeridiona thailandica
Chaeridiona thailandica es un coleóptero de la familia Chrysomelidae.
Fue descrita científicamente en 1998 por Kimoto.